# Alen Bokšić
Alen Bokšić [ˈalɛn ˈbɔkʃitɕ] (Macarsca, 21 gennaio 1970) è un ex calciatore jugoslavo, dal 1991 croato, di ruolo attaccante.
Considerato uno dei più forti attaccanti nella storia del calcio croato, nel 1993 è stato nominato calciatore croato dell'anno ed è stato classificato al quarto posto nella lista del Pallone d'oro.
Durante la sua carriera ha legato il suo nome principalmente all'Olympique Marsiglia, alla Lazio e alla Juventus, vincendo a livello internazionale con il club francese la UEFA Champions League del 1992-1993, e con i due club italiani una Coppa delle Coppe, due Supercoppe UEFA e una Coppa Intercontinentale.

## Biografia
Nel 1999 ha acquistato l'isola di Mariaska, situata in Dalmazia, dove vive da allora.

## Caratteristiche tecniche
Definito dall'allora preparatore atletico della Juventus, Gian Piero Ventrone, «un quattrocentista rubato all'atletica», Bokšić è stato un attaccante dal repertorio completo, dotato di tecnica, velocità, resistenza e dinamismo; pregi che facevano da contraltare a una vena realizzativa altalenante, anche per via di una certa propensione agli infortuni che ne ha spesso frenato la carriera.

## Carriera

### Giocatore

#### Club

##### Hajduk Spalato, Cannes, Olympique Marsiglia
Esordisce come professionista nel 1987 nell'Hajduk Spalato con cui vince una coppa dell'ex Jugoslavia nel 1991. Nello stesso anno passa al Cannes, in Francia, dove totalizza una sola presenza.
La stagione successiva (1992-1993) approda al Olympique Marsiglia con cui segna 23 reti in 37 presenze, diventando capocannoniere e campione di Francia – titolo poi revocato per l'affaire VA-OM – nonché campione d'Europa, battendo nella finale di Monaco di Baviera il Milan. Le eccellenti prestazioni gli valgono una seria candidatura al Pallone d'oro 1993: nella classifica finale è preceduto solo da Roberto Baggio, Dennis Bergkamp ed Éric Cantona.

##### Lazio, Juventus

Bokšić in azione per la Lazio nel 1993

Nel novembre 1993 si trasferisce in Italia alla Lazio, acquistato per 15 miliardi di lire; debutta contro il Napoli il 7 dello stesso mese. A Roma, pur esprimendosi su buoni livelli, mal digerisce i metodi di allenamento del tecnico Zdeněk Zeman – non ritenendoli adatti alle proprie caratteristiche – e non conferma il senso del gol mostrato in Francia, realizzando 19 reti in tre anni.
Nel 1996 passa alla Juventus per 14 miliardi di lire. Nella sua unica stagione a Torino vince la Coppa Intercontinentale, la Supercoppa UEFA e lo scudetto, raggiungendo inoltre la finale di Champions League persa contro il Borussia Dortmund. Poco lucido sotto porta, il croato segna 7 gol complessivi, 4 dei quali in Champions League, non convincendo appieno l'ambiente bianconero anche per via di numerosi guai fisici; contribuisce comunque alla vittoria del campionato con la rete che, nel rush finale, consente alla Juventus di sconfiggere il Bologna e incrementare i punti di vantaggio sul Parma secondo in classifica.

##### Ritorno alla Lazio, Middlesbrough
Nel 1997 viene quindi riacquistato dalla Lazio per 25 miliardi. Nell'annata del ritorno a Roma centra il suo record di realizzazioni in Serie A (10), ma sul finire della stagione subisce un serio infortunio al ginocchio che lo costringe a saltare l'imminente campionato del mondo 1998 con la propria nazionale. Sempre a causa di problemi fisici, è assente per buona parte del campionato 1998-1999. Nel suo secondo triennio in maglia biancoceleste vince due Coppe Italia, una Supercoppa italiana, una Supercoppa UEFA, una Coppa delle Coppe e uno scudetto. In totale le sue reti con la Lazio saranno 43.
Nel 2000 si accasa all'Middlesbrough, in Inghilterra, dove trascorre tre stagioni prima di concludere la sua carriera. Si ritira nel 2003, con un totale di 433 partite giocate e 134 reti.

#### Nazionale
Prima dell'indipendenza croata è stato cittadino jugoslavo, venendo convocato diverse volte nella Jugoslavia e facendo parte della rosa che partecipa al campionato del mondo 1990 in Italia. Tuttavia, nonostante le convocazioni ricevute, non gioca neanche una partita con la maglia della nazionale maggiore jugoslava, ma disputa diverse partite con la Jugoslavia under 21.
Con la Croazia prende parte al campionato d'Europa 1996 in Inghilterra e al campionato del mondo 2002 in Corea del Sud e Giappone; in precedenza era stato costretto a saltare il campionato del mondo 1998 in Francia, peraltro chiuso dalla nazionale croata al terzo posto, a causa di un infortunio patito poco prima dell'inizio della competizione.
Partecipa anche a un'amichevole che la Selezione Europea gioca nel 1997 contro il Resto del Mondo.

### Dopo il ritiro
Nel luglio 2012, Bokšić viene nominato dal presidente della Federcalcio, l'ex calciatore e collega Davor Šuker, come assistente della Croazia, affiancando il commissario tecnico Igor Štimac.

## Statistiche

### Presenze e reti nei club
| Stagione              | Squadra               | Campionato            | Campionato | Campionato | Coppe nazionali | Coppe nazionali | Coppe nazionali | Coppe continentali | Coppe continentali | Coppe continentali | Altre coppe | Altre coppe | Altre coppe | Totale | Totale |
| Stagione              | Squadra               | Comp                  | Pres       | Reti       | Comp            | Pres            | Reti            | Comp               | Pres               | Reti               | Comp        | Pres        | Reti        | Pres   | Reti   |
| --------------------- | --------------------- | --------------------- | ---------- | ---------- | --------------- | --------------- | --------------- | ------------------ | ------------------ | ------------------ | ----------- | ----------- | ----------- | ------ | ------ |
| 1986-1987             | Hajduk Spalato        | PL                    | 1          | 0          | CJ              | 0               | 0               | CU                 | 0                  | 0                  | -           | -           | -           | 1      | 0      |
| 1987-1988             | Hajduk Spalato        | PL                    | 13         | 2          | CJ              | 0               | 0               | CdC                | 0                  | 0                  | -           | -           | -           | 13     | 2      |
| 1988-1989             | Hajduk Spalato        | PL                    | 26         | 7          | CJ              | 1               | 0               | -                  | -                  | -                  | -           | -           | -           | 27     | 7      |
| 1989-1990             | Hajduk Spalato        | PL                    | 27         | 12         | CJ              | 7               | 1               | -                  | -                  | -                  | -           | -           | -           | 34     | 13     |
| 1990-1991             | Hajduk Spalato        | PL                    | 29         | 6          | CJ              | 7               | 2               | -                  | -                  | -                  | -           | -           | -           | 36     | 8      |
| Totale Hajduk Spalato | Totale Hajduk Spalato | Totale Hajduk Spalato | 96         | 27         |                 | 15              | 3               |                    | -                  | -                  |             | -           | -           | 111    | 30     |
| 1991-1992             | Cannes                | D1                    | 1          | 0          | CF              | 0               | 0               | -                  | -                  | -                  | -           | -           | -           | 1      | 0      |
| 1992-1993             | Olympique Marsiglia   | D1                    | 37         | 23         | CF              | 1               | 0               | UCL                | 8                  | 6                  | -           | -           | -           | 46     | 29     |
| lug.-nov. 1993        | Olympique Marsiglia   | D1                    | 12         | 3          | CF              | 0               | 0               | -                  | -                  | -                  | -           | -           | -           | 12     | 3      |
| Totale Marsiglia      | Totale Marsiglia      | Totale Marsiglia      | 49         | 26         |                 | 1               | 0               |                    | 8                  | 6                  |             | -           | -           | 58     | 32     |
| nov. 1993-1994        | Lazio                 | A                     | 21         | 4          | CI              | 0               | 0               | CU                 | 0                  | 0                  | -           | -           | -           | 21     | 4      |
| 1994-1995             | Lazio                 | A                     | 23         | 9          | CI              | 4               | 0               | CU                 | 6                  | 2                  | -           | -           | -           | 33     | 11     |
| 1995-1996             | Lazio                 | A                     | 23         | 4          | CI              | 1               | 0               | CU                 | 2                  | 0                  | -           | -           | -           | 26     | 4      |
| 1996-1997             | Juventus              | A                     | 22         | 3          | CI              | 2               | 0               | UCL                | 8                  | 4                  | SU+CInt     | 0+1         | 0           | 33     | 7      |
| 1997-1998             | Lazio                 | A                     | 26         | 10         | CI              | 6               | 5               | CU                 | 6                  | 0                  | -           | -           | -           | 38     | 15     |
| 1998-1999             | Lazio                 | A                     | 3          | 0          | CI              | 0               | 0               | CdC                | 3                  | 1                  | SI          | 0           | 0           | 6      | 1      |
| 1999-2000             | Lazio                 | A                     | 19         | 4          | CI              | 4               | 3               | UCL                | 10                 | 1                  | SU          | 0           | 0           | 33     | 8      |
| Totale Lazio          | Totale Lazio          | Totale Lazio          | 115        | 31         |                 | 15              | 8               |                    | 27                 | 4                  |             | -           | -           | 157    | 43     |
| 2000-2001             | Middlesbrough         | PL                    | 28         | 12         | FACup+CdL       | 3+0             | 0               | -                  | -                  | -                  | -           | -           | -           | 31     | 12     |
| 2001-2002             | Middlesbrough         | PL                    | 22         | 8          | FACup+CdL       | 0+1             | 0               | -                  | -                  | -                  | -           | -           | -           | 23     | 8      |
| 2002-2003             | Middlesbrough         | PL                    | 18         | 2          | FACup+CdL       | 1+0             | 0               | -                  | -                  | -                  | -           | -           | -           | 19     | 2      |
| Totale Middlesbrough  | Totale Middlesbrough  | Totale Middlesbrough  | 68         | 22         |                 | 5               | 0               |                    | -                  | -                  |             | -           | -           | 73     | 22     |
| Totale carriera       | Totale carriera       | Totale carriera       | 351        | 109        |                 | 38              | 11              |                    | 43                 | 14                 |             | 1           | 0           | 433    | 134    |

### Cronologia presenze e reti in nazionale
| Cronologia completa delle presenze e delle reti in nazionale ― Croazia | Cronologia completa delle presenze e delle reti in nazionale ― Croazia | Cronologia completa delle presenze e delle reti in nazionale ― Croazia | Cronologia completa delle presenze e delle reti in nazionale ― Croazia | Cronologia completa delle presenze e delle reti in nazionale ― Croazia | Cronologia completa delle presenze e delle reti in nazionale ― Croazia | Cronologia completa delle presenze e delle reti in nazionale ― Croazia | Cronologia completa delle presenze e delle reti in nazionale ― Croazia |
| Data                                                                   | Città                                                                  | In casa                                                                | Risultato                                                              | Ospiti                                                                 | Competizione                                                           | Reti                                                                   | Note                                                                   |
| ---------------------------------------------------------------------- | ---------------------------------------------------------------------- | ---------------------------------------------------------------------- | ---------------------------------------------------------------------- | ---------------------------------------------------------------------- | ---------------------------------------------------------------------- | ---------------------------------------------------------------------- | ---------------------------------------------------------------------- |
| 25-6-1993                                                              | Zagabria                                                               | Croazia                                                                | 3 – 1                                                                  | Ucraina                                                                | Amichevole                                                             | -                                                                      | 59’                                                                    |
| 23-3-1994                                                              | Valencia                                                               | Spagna                                                                 | 0 – 2                                                                  | Croazia                                                                | Amichevole                                                             | -                                                                      |                                                                        |
| 18-5-1994                                                              | Győr                                                                   | Ungheria                                                               | 2 – 2                                                                  | Croazia                                                                | Amichevole                                                             | -                                                                      |                                                                        |
| 4-9-1994                                                               | Tallinn                                                                | Estonia                                                                | 0 – 2                                                                  | Croazia                                                                | Qual. Euro 1996                                                        | -                                                                      |                                                                        |
| 9-10-1994                                                              | Zagabria                                                               | Croazia                                                                | 1 – 0                                                                  | Lituania                                                               | Qual. Euro 1996                                                        | -                                                                      |                                                                        |
| 25-3-1995                                                              | Zagabria                                                               | Croazia                                                                | 4 – 0                                                                  | Ucraina                                                                | Qual. Euro 1996                                                        | -                                                                      | 75’                                                                    |
| 29-3-1995                                                              | Vilnius                                                                | Lituania                                                               | 0 – 0                                                                  | Croazia                                                                | Qual. Euro 1996                                                        | -                                                                      |                                                                        |
| 26-4-1995                                                              | Zagabria                                                               | Croazia                                                                | 2 – 0                                                                  | Slovenia                                                               | Qual. Euro 1996                                                        | -                                                                      |                                                                        |
| 11-6-1995                                                              | Kiev                                                                   | Ucraina                                                                | 1 – 0                                                                  | Croazia                                                                | Qual. Euro 1996                                                        | -                                                                      |                                                                        |
| 3-9-1995                                                               | Zagabria                                                               | Croazia                                                                | 7 – 1                                                                  | Estonia                                                                | Qual. Euro 1996                                                        | 1                                                                      |                                                                        |
| 8-10-1995                                                              | Spalato                                                                | Croazia                                                                | 1 – 1                                                                  | Italia                                                                 | Qual. Euro 1996                                                        | -                                                                      |                                                                        |
| 24-4-1996                                                              | Londra                                                                 | Inghilterra                                                            | 0 – 0                                                                  | Croazia                                                                | Amichevole                                                             | -                                                                      | 71’                                                                    |
| 2-6-1996                                                               | Dublino                                                                | Irlanda                                                                | 2 – 2                                                                  | Croazia                                                                | Amichevole                                                             | -                                                                      |                                                                        |
| 11-6-1996                                                              | Nottingham                                                             | Turchia                                                                | 0 – 1                                                                  | Croazia                                                                | Euro 1996 - 1º turno                                                   | -                                                                      | 73’                                                                    |
| 8-10-1996                                                              | Bologna                                                                | Bosnia ed Erzegovina                                                   | 1 – 4                                                                  | Croazia                                                                | Qual. Mondiali 1998                                                    | 2                                                                      |                                                                        |
| 10-11-1996                                                             | Zagabria                                                               | Croazia                                                                | 1 – 1                                                                  | Grecia                                                                 | Qual. Mondiali 1998                                                    | -                                                                      |                                                                        |
| 29-3-1997                                                              | Spalato                                                                | Croazia                                                                | 1 – 1                                                                  | Danimarca                                                              | Qual. Mondiali 1998                                                    | -                                                                      | 75’                                                                    |
| 2-4-1997                                                               | Spalato                                                                | Croazia                                                                | 3 – 3                                                                  | Slovenia                                                               | Qual. Mondiali 1998                                                    | -                                                                      |                                                                        |
| 30-4-1997                                                              | Salonicco                                                              | Grecia                                                                 | 0 – 1                                                                  | Croazia                                                                | Qual. Mondiali 1998                                                    | -                                                                      | 67’                                                                    |
| 6-9-1997                                                               | Zagabria                                                               | Croazia                                                                | 3 – 2                                                                  | Bosnia ed Erzegovina                                                   | Qual. Mondiali 1998                                                    | -                                                                      | 46’                                                                    |
| 10-9-1997                                                              | Copenaghen                                                             | Danimarca                                                              | 3 – 1                                                                  | Croazia                                                                | Qual. Mondiali 1998                                                    | -                                                                      |                                                                        |
| 11-10-1997                                                             | Lubiana                                                                | Slovenia                                                               | 1 – 3                                                                  | Croazia                                                                | Qual. Mondiali 1998                                                    | 1                                                                      | 87’                                                                    |
| 15-11-1997                                                             | Kiev                                                                   | Ucraina                                                                | 1 – 1                                                                  | Croazia                                                                | Qual. Mondiali 1998                                                    | 1                                                                      | 86’                                                                    |
| 22-4-1998                                                              | Osijek                                                                 | Croazia                                                                | 4 – 1                                                                  | Polonia                                                                | Amichevole                                                             | 1                                                                      | 68’                                                                    |
| 28-4-1999                                                              | Zagabria                                                               | Croazia                                                                | 0 – 0                                                                  | Italia                                                                 | Amichevole                                                             | -                                                                      | 46’                                                                    |
| 5-6-1999                                                               | Skopje                                                                 | Macedonia                                                              | 1 – 1                                                                  | Croazia                                                                | Qual. Euro 2000                                                        | -                                                                      | 19’                                                                    |
| 21-8-1999                                                              | Zagabria                                                               | Croazia                                                                | 2 – 1                                                                  | Malta                                                                  | Qual. Euro 2000                                                        | -                                                                      | 46’                                                                    |
| 9-10-1999                                                              | Zagabria                                                               | Croazia                                                                | 2 – 2                                                                  | Jugoslavia                                                             | Qual. Euro 2000                                                        | 1                                                                      | 77’                                                                    |
| 13-11-1999                                                             | Saint-Denis                                                            | Francia                                                                | 3 – 0                                                                  | Croazia                                                                | Amichevole                                                             | -                                                                      |                                                                        |
| 29-3-2000                                                              | Zagabria                                                               | Croazia                                                                | 1 – 1                                                                  | Germania                                                               | Amichevole                                                             | -                                                                      |                                                                        |
| 26-4-2000                                                              | Vienna                                                                 | Austria                                                                | 1 – 2                                                                  | Croazia                                                                | Amichevole                                                             | 1                                                                      | 40’                                                                    |
| 28-5-2000                                                              | Zagabria                                                               | Croazia                                                                | 0 – 2                                                                  | Francia                                                                | Amichevole                                                             | -                                                                      | 46’                                                                    |
| 11-10-2000                                                             | Zagabria                                                               | Croazia                                                                | 1 – 1                                                                  | Scozia                                                                 | Qual. Mondiali 2002                                                    | 1                                                                      | 76’                                                                    |
| 15-8-2001                                                              | Dublino                                                                | Irlanda                                                                | 2 – 2                                                                  | Croazia                                                                | Amichevole                                                             | -                                                                      | 72’                                                                    |
| 6-10-2001                                                              | Zagabria                                                               | Croazia                                                                | 1 – 0                                                                  | Belgio                                                                 | Qual. Mondiali 2002                                                    | 1                                                                      |                                                                        |
| 27-3-2002                                                              | Zagabria                                                               | Croazia                                                                | 0 – 0                                                                  | Slovenia                                                               | Amichevole                                                             | -                                                                      | 46’                                                                    |
| 3-6-2002                                                               | Niigata                                                                | Croazia                                                                | 0 – 1                                                                  | Messico                                                                | Mondiali 2002 - 1º turno                                               | -                                                                      | 67’                                                                    |
| 8-6-2002                                                               | Kashima                                                                | Italia                                                                 | 1 – 2                                                                  | Croazia                                                                | Mondiali 2002 - 1º turno                                               | -                                                                      |                                                                        |
| 13-6-2002                                                              | Yokohama                                                               | Ecuador                                                                | 1 – 0                                                                  | Croazia                                                                | Mondiali 2002 - 1º turno                                               | -                                                                      |                                                                        |
| 12-10-2002                                                             | Sofia                                                                  | Bulgaria                                                               | 2 – 0                                                                  | Croazia                                                                | Qual. Euro 2004                                                        | -                                                                      | 70’                                                                    |
| Totale                                                                 |                                                                        | Presenze                                                               | 40                                                                     |                                                                        | Reti                                                                   | 10                                                                     |                                                                        |

## Palmarès

### Club

#### Competizioni nazionali
- Kup Maršala Tita: 1

Hajduk Spalato: 1990-1991
- Campionato francese: 1 (revocato)

Marsiglia: 1992-1993
- Campionato italiano: 2

Juventus: 1996-1997
Lazio: 1999-2000
- Coppa Italia: 2

Lazio: 1997-1998, 1999-2000
- Supercoppa italiana: 2

Lazio: 1998, 2000

#### Competizioni internazionali
- UEFA Champions League: 1

Marsiglia: 1992-1993
- Coppa Intercontinentale: 1

Juventus: 1996
- Supercoppa UEFA: 2

Juventus: 1996
Lazio: 1999
- Coppa delle Coppe: 1

Lazio: 1998-1999

### Individuale
- Capocannoniere del campionato francese: 1

1992-1993 (23 gol)
- Calciatore croato dell'anno: 1

1993
- Onze d'argent: 1

1993